# Tlacopan
Tlacopan (in azteco: Tlacōpan, "pianta florida in pianura"), trascritta anche come Tacuba, era una città tepaneca situata sulla sponda occidentale del Lago Texcoco, nell'attuale Messico.
Fu fondata da Tlacomatzin nei pressi della capitale dell'impero tepaneco, Azcapotzalco, e ad essa fu economicamente subordinata. Perciò, pur avendo vissuto periodi di grande splendore, il suo sviluppo fu fortemente limitato da tale vassallaggio.
Nel 1434, perciò, Tlacopan si legò in una triplice alleanza con le città di Tenochtitlán e Texcoco per lanciare l'assedio ad Atzcapotzalco e conquistarne il dominio. L'assedio fu devastante e i Tepanechi, capeggiati da Maxtla, vennero irrimediabilmente sconfitti.
In questo modo la situazione politica fu ribaltata e fu quindi Atzcapotzalco ad essere soggetta a ingenti tributi verso Tenochtitlan: in questo quadro Tlacopan diventò una roccaforte azteca. Il re di Tlacopan, Totoquihuaztli, assunse il grado di Tepaneca tecuhtli, "Signore dei Tepanechi", sottraendo di fatto i titoli di capitale ad Azcapotzalco. Nonostante ciò, Tlacopan rimase comunque l'anello debole dell'alleanza, ricevendo solo un quinto dei tributi complessivi.
L'Alleanza ebbe fine quando, nel 1521, i conquistadores di Hernán Cortés fecero irruzione in America centrale e misero fine alle civiltà nahua.